# Alisia Dragoon
Alisia Dragoon — видеоигра в жанре платформер, разработанная студией Game Arts и изданная компанией Sega эксклюзивно для игровой приставки Mega Drive/Genesis в 1992 году.

## Сюжет
Давным-давно на Землю из космоса прилетело нечто. Позже оказалось, что упавший объект является космическим кораблём под названием «Чёрная Звезда». Силы Зла сумели завладеть этим кораблём, надеясь с его  помощью захватить мир. Используя силу Чёрной Звезды, они собираются разбудить от тысячелетнего сна величайшего злодея — Повелителя Зла, с приходом которого на Земле воцарится хаос. Силам Добра нужно отыскать место крушения корабля, иначе всему миру грозит опасность. С этой целью они отправляют волшебницу по имени Алисия в опасное путешествие. С ней в путь отправляются несколько существ, наделённых магическими силами.
Позже Алисия узнаёт от приближённого злодея, Белого Жреца, что вся мощь Чёрной Звезды использована злыми силами для того, чтобы вернуть к жизни Повелителя, заключённого в гигантский кокон. Вскоре это чудовище должно проснуться, и тогда планета будет порабощена. Алисия должна помешать недобрым планам злых сил.

## Игровой процесс
Уровни в игре (всего их восемь) представлены в виде локаций с возрастающим уровнем сложности. Графически они выполнены с использованием двухмерной графики и горизонтальной прокрутки игровых экранов. Это лес, храм, летающий корабль, горы, пещера и др. Уровни отличаются друг от друга по размерам (как правило, чем сложнее уровень, тем он больше). По ним можно передвигаться как в одном направлении, так и в разных. На уровнях присутствуют множество врагов-монстров, препятствий и полезных предметов. Иногда встречаются тайники с полезными предметами. В конце некоторых уровней находятся боссы — большие монстры или механизмы. Также иногда (примерно в середине уровня) можно встретить более слабых «промежуточных» боссов.
На поздних уровнях нужно решать головоломки — например, отыскивать спрятанную в стене лестницу, с помощью которой можно попасть на этаж выше. Здесь же после победы над боссами требуется пройти по уровню ещё некоторое расстояние, чтобы завершить его (хотя на более ранних уровнях уровень завершается непосредственно после сражения с боссом).
Против врагов персонаж использует магию, запас которой пополняется с течением времени. Количество доступной магии отображается на специальном индикаторе; три его крайних сегмента дают игроку возможность применить более сильную магию. Кроме того, есть возможность выбирать одного из четырёх монстров (например, дракона или огненного монстра), который будет помогать героине бороться с противниками. Так же как и протагонист, монстр обладает собственным запасом здоровья и магии. Уровень магических сил как персонажа, так и монстра можно повышать в ходе игры (для этого надо собирать специальные предметы). При потере жизни этот уровень уменьшается до начального значения.
Полезные предметы заключены в летающие контейнеры. Чтобы добраться до приза, надо разбить этот контейнер.

## Оценки
В целом игра получила высокие оценки критиков.
Информационный сайт Sega-16.com оценил игру достаточно высоко — в 9 баллов из 10. Среди достоинств были выделены графическое оформление (визуальные эффекты и цветовая палитра) и анимация героев (проработка мелких деталей); наибольшие симпатии игроков вызвал дизайн уровня Пещеры (The Cave). Музыкальное сопровождение было названо «отличным», звуковой ряд также заслужил положительные оценки — в частности, звуки, сопровождающие взрывы и крушения объектов. Сложность игры была встречена критиками положительно. Игровой процесс был назван «простым в освоении», однако «нуждающимся в корректировке». К примеру, критикам понравилось наличие монстров, помогающих героине, но при этом было добавлено, что поиск на уровнях специальных предметов для увеличения уровня магических сил монстра представляет определённые трудности. Также рецензенты отметили, что игра проходится достаточно быстро («за один уик-энд»), хотя в неё «хочется сыграть ещё раз».
Другой сайт, Honest Gamers, поставил игре оценку 8 баллов из 10. Сравнивая игру с серией Golden Axe, критики отметили сходства в графическом оформлении (в частности, спрайты главных персонажей). В игровом процессе рецензентам понравилась то, что героиня применяет магию для борьбы с многочисленными противниками, а также наличие четырёх монстров с индивидуальными способностями, помогающих ей. При этом игра была названа «обычной» и в целом достаточно сложной для прохождения из-за большого количества врагов и препятствий.
Сайт GameRankings, основываясь на рецензиях сайтов SegaPro (85 баллов из 100), Honest Gamers и Sega-16.com, выставил игре среднюю оценку 85 %.